# Monbijoupark
Der Monbijoupark ist eine in Berlin-Mitte östlich der Museumsinsel (Spandauer Vorstadt) gelegene vier Hektar große Parkanlage. Die geschützte Grünanlage befindet sich in einem beliebten Ausgeh- und Flanierviertel im Ortsteil Mitte und wird im Süden von der Spree, im Westen von der Monbijoustraße sowie im Norden von der Oranienburger Straße und dem Monbijouplatz begrenzt.

## Geschichte

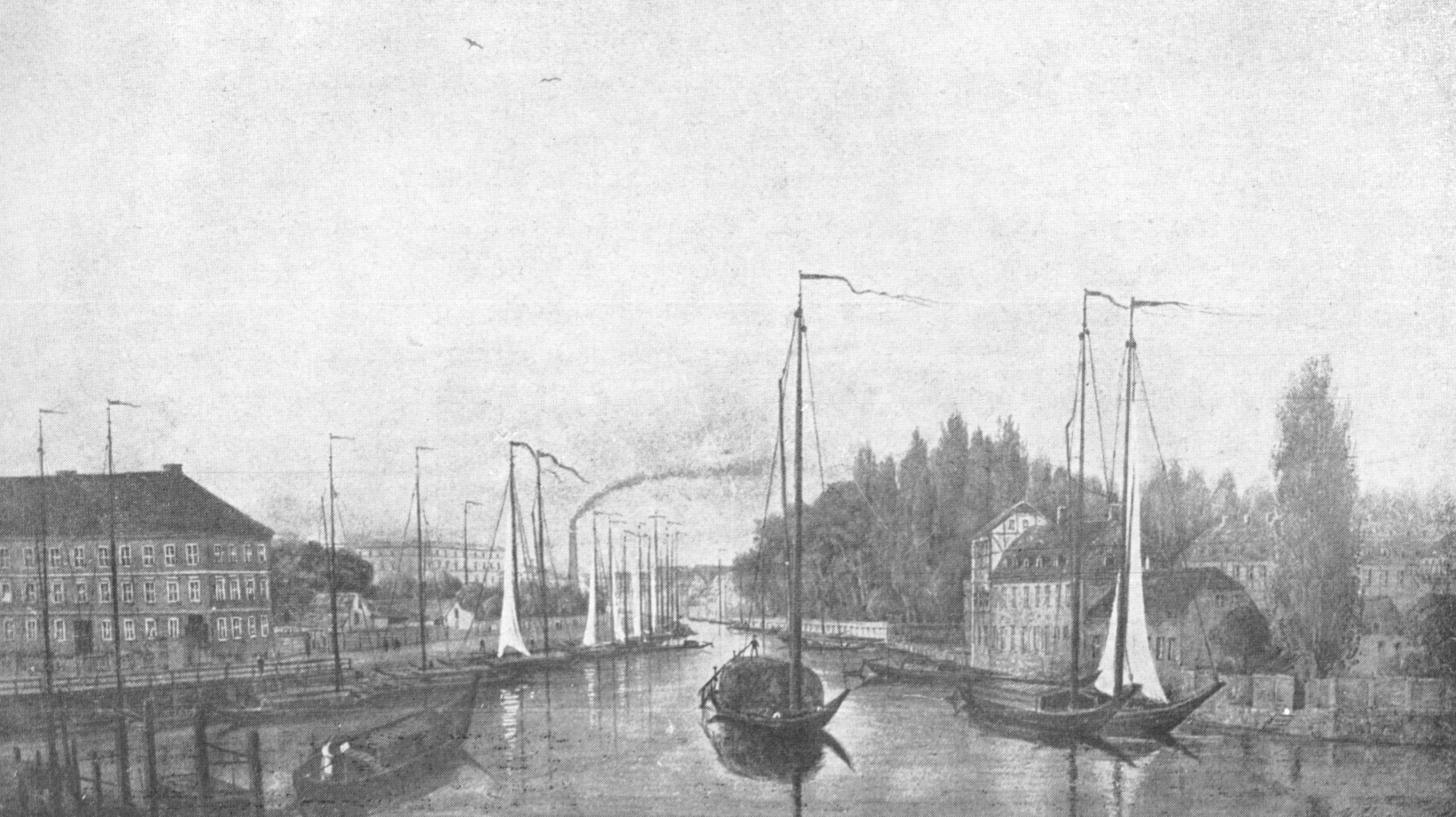
Blick auf den Monbijoupark und die Häuser des Monbijouplatzes; Aquarell von Heinrich Hintze um 1840

An der Stelle des Parks stand bis 1959 das Schloss Monbijou, dessen durch den Krieg beschädigte Überreste aus politischen Gründen abgetragen wurden. Weite Teile waren erhalten, wurden aber ähnlich dem Berliner Stadtschloss beseitigt, denn Geld für einen aufwändigen Wiederaufbau eines Adelspalastes war in der DDR-Zeit nicht vorgesehen.
Das Gebäude war ein Lustschloss mitten in der Stadt, im leichten Rokoko-Stil für die Gräfin Wartenberg errichtet. Nachdem diese in Ungnade gefallen war, wohnte das Kronprinzenpaar darin, das am Ende des 19. Jahrhunderts auffallende runde Torgebäude hinzubauen ließ. Im Park stand die kleine englische Georgs-Kirche von Julius Raschdorff, ein gotischer Bau aus rotem Granit. Ab 1854 lebte für Jahrzehnte Prinzessin Luise von Preußen(1829–1901) als Angehörige der königlichen Familie im Monbijou. Im Schloss befand sich zur Kaiserzeit das Hohenzollern-Museum, in dem unter anderem der Sterbestuhl Friedrich Wilhelm I., der Arbeitstisch von Helmuth Karl Bernhard von Moltke und Andenken an Königin Luise von Mecklenburg-Strelitz ausgestellt waren.
In der DDR-Zeit befand sich im westlichen Teil des Parks ein Gebäude des Instituts für baugebundene Kunst mit Ateliers. Das Parkgelände wurde bis 1962 zum Freizeitpark umgestaltet. Dazu gehörte der Bau eines Kinderfreibades nach Plänen von Heinz Graffunder und Walter Hinkefuß (1912–2001) im Jahre 1960. Im Jahr 1974 wurde der Park erneut umgestaltet, ein Gaststättenpavillon nach Entwurf von Peter Hartlich kam hinzu. Nach der Wende wurden das Bad und die Gaststätte im Jahr 2000 umfangreich renoviert. Bei späteren im gesamten Parkgelände ausgeführten Sanierungs- bzw. Umgestaltungsarbeiten wurde der Gaststättenpavillon abgerissen.

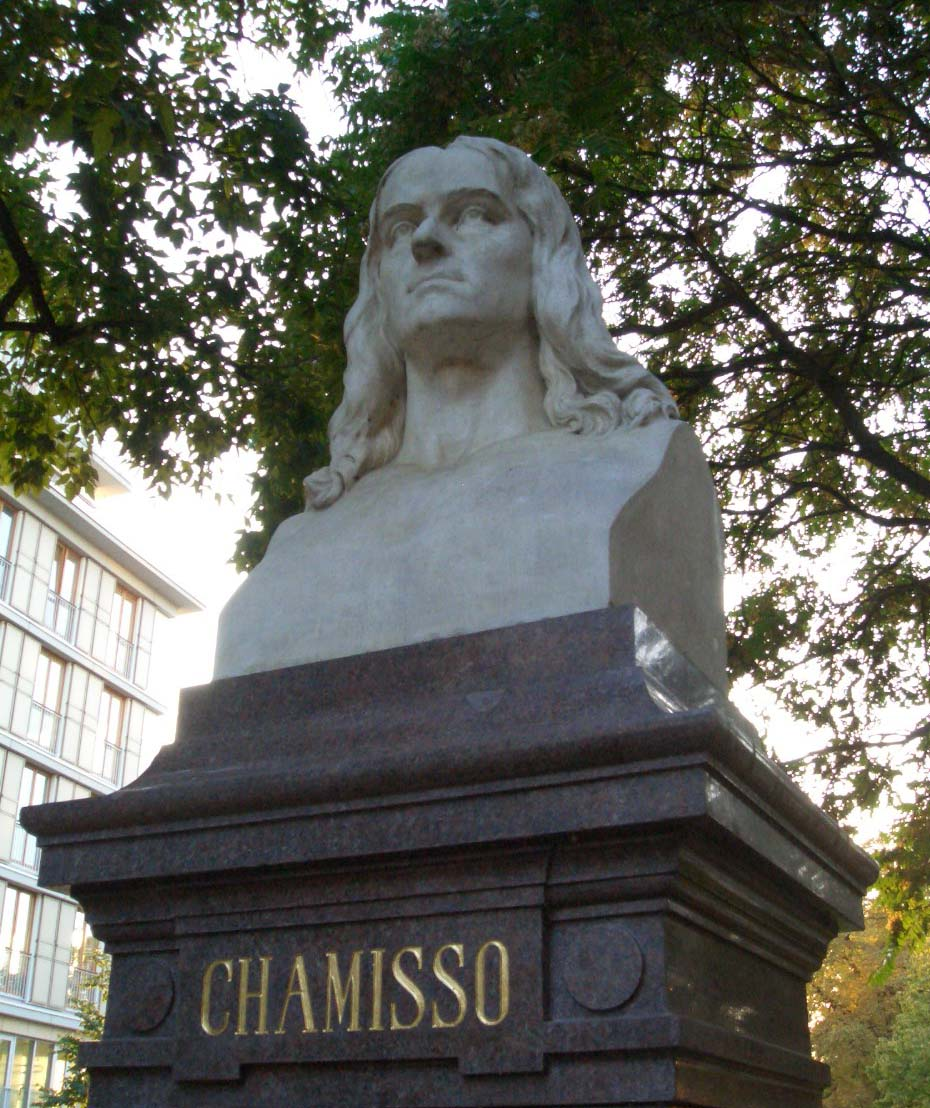
Denkmal für Adelbert von Chamisso

## Stadtbild
Im Park befindet sich das erhaltene und sanierte Kinderfreibad, als Kinderbad Monbijou bekannt. Das aus Marmor geschlagene Denkmal für Adelbert von Chamisso stammt von Julius Moser (1888), es steht unter Denkmalschutz.
Mit der Adresse Monbijouplatz sind in der Berliner Denkmalliste drei Gebäude enthalten (Nummer 1, 2 und 4).

## Umgestaltung seit 2006
Von 2006 bis 2007 wurde der Park nach Plänen der Garten- und Landschaftsarchitekten Lützow 7 aus Berlin für 3,3 Millionen Euro neu gestaltet und eine bis zu neun Meter breite Uferpromenade eingerichtet. Die Wege führen seitdem schnurgerade durch die Grünanlage mit ihren weitläufigen Rasenflächen, die ausdrücklich für Sonnenbad und Ballspiel zugelassen sind.

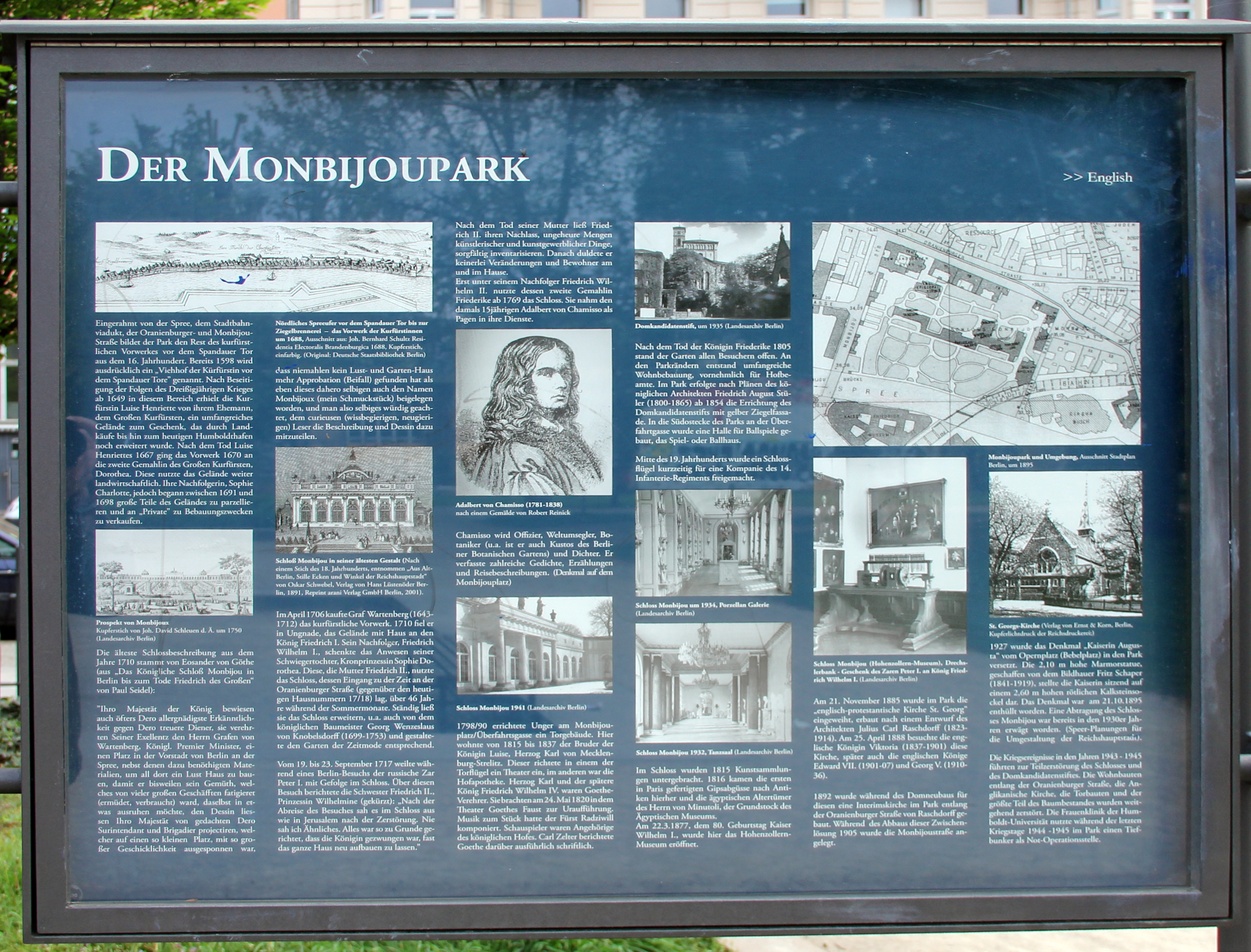
Infotafel

Neu ist auch ein Schalenbrunnen in der Tradition des 18. Jahrhunderts an der Oranienburger Straße Ecke Monbijoustraße von Jasper Halfmann, der von 1995 bis 2000 in den Prinzessinnengärten, zwischen der Deutschen Staatsoper und dem ehemaligen Prinzessinnenpalais gestanden hatte. Auf Vorschlag der Anwohner wurde ein Rodelberg für den Winter angelegt und auch der einstige Grillplatz ist wieder ausgewiesen. Nach der Entfernung der Büsche gibt es einen freien Durchblick von der Oranienburger Straße unter den Baumkronen fast bis zur Spree.
Die im Oktober 2006 wieder aufgebaute Monbijoubrücke verbindet den Park mit dem Bode-Museum und der Museumsinsel. Die Strandbar befindet sich im Monbijoupark.